# 守山ちひろ
守山 ちひろ（もりやま ちひろ、1989年度 - ）は、日本で活動するミュージカル俳優である。広島県広島市南区出身。劇団四季所属。

## 来歴
比治山女子中学校時代の2003年に当時の広島郵便貯金ホールでキャッツ広島公演を観劇し、劇団四季入団を目指すようになる。中学卒業後は比治山女子高等学校英語コース11期に進学し、中学高校時代はバトントワリング部に所属したが、高校2年生の時退部している。2008年3月に高校卒業し、高校卒業後は広島県を離れ同年4月からは昭和音楽大学音楽芸術運営学科ミュージカルコースへ進学した。大学4年時に劇団四季研究生オーディションに合格し、大学卒業後の2012年4月から劇団四季研究所へ入所する。研究生時代の同年10月2日に青い鳥のアンサンブル1枠役で初舞台出演を果たした。

## 人物
趣味はプロ野球観戦で、前述のとおり広島市出身のカープ女子であり、過去にアンガールズのラジオ番組に出演してカープトークを熱弁したことがある。

## 主な出演作品
- 青い鳥（2012年アンサンブル1枠）
- ジーザスクライスト=スーパースター（マグダラのマリア）
- ウィキッド（ネッサローズ）
- 王子とこじき（エドワード王子）
- キャッツ（シラバブ）
- ノートルダムの鐘：（アンサンブル2枠）
- むかしむかしゾウがきた（おミヨ）
- 夢から醒めた夢（アンサンブル11枠）
- ライオンキング（アンサンブル5枠）
- リトルマーメイド（アリエル[3]）